# Whole Foods Market
La Whole Foods Market è una società alimentare statunitense con sede ad Austin, in Texas. Nel marzo 2019 la società gestiva 500 supermercati negli Stati Uniti, in Canada e nel Regno Unito. 
L'azienda, oltre a realizzare dei supermercati con prodotti di origine controllata e naturale (Organic), offre all'interno di alcuni dei suoi supermercati un servizio di takeaway di cibo preparato.
Whole Foods Market è un rivenditore di alimenti naturali e di prodotti biologici. La società si è sempre classificata tra le imprese più socialmente responsabili.
Il 16 giugno 2017 Amazon annuncia l'acquisizione di Whole Foods Market per 14 miliardi di dollari.